# Mountain View (Santa Clara County, Kalifornien)
Mountain View ist eine Stadt im Santa Clara County im US-Bundesstaat Kalifornien mit 82.376 Einwohnern (Stand: 2020) im Herzen des Silicon Valley. Ihren Namen hat die Stadt dem Ausblick auf die Santa Cruz Mountains zu verdanken.

## Demographie
Nach der im Jahr 2010 erhobenen Volkszählung lebten 74.066 Menschen in Mountain View. Zehn Jahre zuvor, im Jahr 2000, waren es noch gut 70.000, womit ein Anstieg von rund 4000 zu verzeichnen war. Bis 2020 stieg die Einwohnerzahl auf rund 82.000.
Das demographische Bild zeigt, dass 2010 in der Stadt ein relativ niedriger Anteil an Weißen lebte, nämlich nur knapp die Hälfte. Weiße sind dennoch die größte einzelne ethnische Gruppe in der Stadt. Rund ein Viertel der Bewohner ist asiatischstämmig, was für kalifornische ebenso wie US-Verhältnisse allgemein ein sehr hoher Anteil ist. Latinos und sonstige Personen hispanischer Abstammung machen 21 Prozent der Einwohner aus. Afroamerikaner sind hingegen mit einem Bevölkerungsanteil von zwei Prozent schwach repräsentiert.

## Wirtschaft und Infrastruktur

### Übersicht
Mountain View ist eine der bedeutendsten Städte im Silicon Valley. Alphabet, LinkedIn, Symantec, Plaxo, die Mozilla Foundation, die Microsoft-Abteilungen MSN/Hotmail/Xbox und MSN TV sowie das NASA Ames Research Center sind nur einige High-Tech-Unternehmen, die in Mountain View ansässig sind. Auch Nokia Internet Communications hat ihr Hauptquartier in der Stadt. Außerdem wurde Intel hier gegründet und das Computer History Museum hat hier seinen finalen Standort gefunden.

### Freies W-LAN / Internet
Mountain View ist die erste Stadt in den USA, die komplett mit freiem kabellosen Internetzugang abgedeckt ist, wofür Google die Funkantennen installiert hat und die Verbindung bereitstellt. Diesbezüglich hat die Stadt Modellcharakter. 
In der Stadt befindet sich außerdem der DNS Root-Nameserver E, der von der NASA betrieben wird.

### Organisationen mit Hauptsitz in Mountain View (Auswahl)
- 23andMe
- Actel
- Alphabet
- Coursera
- Evernote
- Frost & Sullivan
- Geeknet
- Google
- Intuit
- Jajah
- LinkedIn
- meebo
- MobileIron
- Mozilla Foundation
- Notable Names Database
- Plaxo
- SETI-Institut
- Symantec
- Synopsys
- Udacity
- WhatsApp

### Verkehr
Der Ort liegt am Nordende der California State Route 85, wo die Straße den U.S. Highway 101 trifft und in die California State Route 237 übergeht. Die historische Strecke El Camino Real berührt die Stadt.
Der ÖPNV in Mountain View ist kostenlos. Der Regionalzug Caltrain verbindet Mountain View mit San Francisco und San José. Mit San José ist Mountain View auch durch die Stadtbahn VTA Light Rail verbunden.
Der nächste Flughafen ist der Flughafen San José.

## Städtepartnerschaften
- Iwata (Japan)
- Hasselt (Belgien)

## Söhne und Töchter der Stadt
- Carroll Clark (1894–1968), Artdirector und Szenenbildner
- Brandon Crawford (* 1987), Baseballspieler
- Brian Boitano (* 1963), Eiskunstläufer
- Mark Keil (* 1967), Tennisspieler
- Heather Simmons-Carrasco (* 1970), Synchronschwimmerin
- Tony Sly (1970–2012), Sänger, Songwriter, Gitarrist und Frontman der Punk-Band No Use for a Name
- Assaf Cohen (* 1972), Schauspieler
- Kenny Roberts junior (* 1973), Motorradrennfahrer
- Paula Creamer (* 1986), Golfspielerin
- Devon Graye (* 1987), Schauspieler
- Omni Kumar (* 2001), Tennisspieler